# Hypoblemum
Hypoblemum là một chi nhện trong họ Salticidae.